# Clubiona hilaris
Clubiona hilaris là một loài nhện trong họ Clubionidae.
Loài này thuộc chi Clubiona. Clubiona hilaris được Eugène Simon miêu tả năm 1878.